# 専当一身一流
専当一身一流（せんとういっしんいちりゅう）とは、専當則安（1697-1763）が開いた柔術の流派である。専當一心流、専當流ともいう。柔術以外に杖術を含む。
長州藩の藩校である明倫館で学ばれていた。

## 歴史
流祖は武州の神谷勘解由（専當則安）である。神谷は多年柔術修行に尽力し諸流の奥義を極めた。
神谷は柔術を志す者の中に体が健やかだが根気怠る者、志は深いが体虚弱の者などがいて皆上達せずに柔術を辞めてしまう者が多いこと、また急変へのぞむ際に小は大に押され、弱は強に勝ちにくく敵より勢いによって力及ばずに後れを取ってしまうことから、當り捕を専らとするのが良いと大悟し表裏四十八箇条殺當捕形を定め専當一身一流を立てた。
神谷は後に改名し専當則安と名乗った。
専当一身一流は主に長州藩で伝承されており藩校「明倫館」の柔術として学ばれていた。

### 長州藩校明倫館
藤田家十代の藤田七郎右衛門信安は専当一身流の免許皆伝で旧明倫館の柔術指南役であった。
藤田信安の孫である藤田幾之進信勝は新明倫館の柔術指南役を務めていた。藤田幾之進は吉田松陰と同世代であり、当時の明倫館では吉田松陰が山鹿流兵法を教え藤田幾之進が専当一身一流を教えていた。
藤田幾之進の子で陸軍に所属していた藤田信一は、陸軍大将の乃木希典と同郷であることから親交があった。

### 象水舎
明治時代に萩市瓦町に象水舎という柔術道場があり山県信蔵が教えていた。山県信蔵は1873年（明治6年）一月に旧萩藩士の仲重郎永直から免許を受けた。1876年（明治9年）の萩の乱に前原党に加勢したことで懲役十年の刑を宣告され京都監獄に収容されていた。明治19年に萩に帰って萩市瓦町に柔術道場を開き象水舎と称した。山県信蔵は山口高等学校、鴻城義塾、山口中学校などで柔術教師を務めており、山口中学では倫理や漢文の授業も担当していた。

### 横山健堂
山口県出身の評論家である横山健堂は専当一身一流を学んでおり、相撲や柔道の評論で自身が学んだ柔術について記すことがあった。

### 高木流楊武館
大正以降に第十一代目を高木流柔術第十六代の角野八平太が免許皆伝を得て流儀を継承したことにより兵庫県神戸市にも伝った。角野の系統は専当一心流と名乗っており杖術の流派として古武道振興会に加盟していた。

## 流名の由来
綿谷雪編の古武道文献集に掲載されている伝書には、専當一身一流の名称の由来が記されている。
- 「専當」は當り捕を専らとするという意味。
- 「一身」は敵に対する構えである一重身の意味。
- 「一流」は當り捕の理を窮めて、後いささか他念なく、ただこの一流に止まるという意味。

## 内容
躰術、杖術、捕縄術などを伝えている。
48箇条の形が伝わっている。また他に死活（当身、活法）や口伝等がある。
綿谷雪編の古武道文献集に掲載されている伝書によると、他流には詰手（固め技）が多分にあるが、専當一身一流は當り捕であるため詰手を信用せず所作である2，3手を除き用いないとされている。また、専當一身一流では固めた上で利害を詮議しないため、詰める必要がないことから当身で敵を制するとある。
居合捕　表裏16ヶ条
忽離、横刀、居搦。挟座敷、右當、左當、被捕、離
立合捕　表裏16ヶ条
心一文字、躰流、見飛、前鑃、後詰、入身、四手返、月影
崩捕　　表裏16ヶ条
浮雲、花車、向詰、八重垣、浦波、打落、雲隠、順身
手離之巻
眼崩剣、心崩剣、息崩剣、乱空剣、清空剣
居合留
即坐抜留、移抜留、詰抜留
立合留
渉抜留、刎抜留、離抜留
捻附様
捕捻、搦捻、突捻
獅子之巻
網之巻
真當巻
五輪當、見九當、真當、躰定殺當、二人詰、三人詰、四人詰、綱當、棒相當、太刀相當

## 系譜
- 専當丹宮則安（神谷勘解由）
- 武藤幸治道直
- 林金右衞門政友
- 甲光玄蕃道之
- 澤村源左衛門百良
- 曽禰文左衛門為春
- 香原忠平治景美
- 河村右源治古頼

河村右源治以降の系譜
- 河村右源治古頼
  - 藤田七郎右衛門信安
    - 藤田西市佐信豊
      - 藤田幾之進信勝
        - 仲重郎永直
          - 山県信蔵守雌斎

        - 藤田信一

  - 蔵田左中頼道
    - 渡辺彦治郎道春
      - 角野八平太正義
        - 皆木三郎治正教
        - 筒井友太郎義尚